# Publi Corneli Cos (tribú 408 aC)
Publi Corneli Cos (en llatí: Publius Cornelius A. F. M. N. Cossus) va ser un militar romà que va viure al segle v aC. Era fill d'Aule Corneli Cos i germà de Gneu Corneli Cos i d'Aule Corneli Cos. Pertanyia a la família Cos, una branca patrícia de la gens Cornèlia.
Va ser tribú amb potestat consolar l'any 408 aC juntament amb Gai Juli Vopisc Jul i Gai Servili Estructe Ahala, però en aquest any es va nomenar un dictador per dirigir la guerra contra els volscs i eques.